# Федоров Микола Федорович
Микола Федорович Федоров (рос. Никола́й Фёдорович Фёдоров) (26 травня 1829, с. Ключі, Тамбовська губернія — 15 грудня 1903, Москва) — російський релігійний мислитель і філософ-футуролог, діяч бібліотекознавства, педагог. Один із основоположників космізму.
| Сковорода | Це незавершена стаття про філософа. Ви можете допомогти проєкту, виправивши або дописавши її. |

1. 1 2 3  Педагоги и психологи мира — 2012.
2. ↑  CONOR.Sl